# 达妮埃尔·托马斯-多德

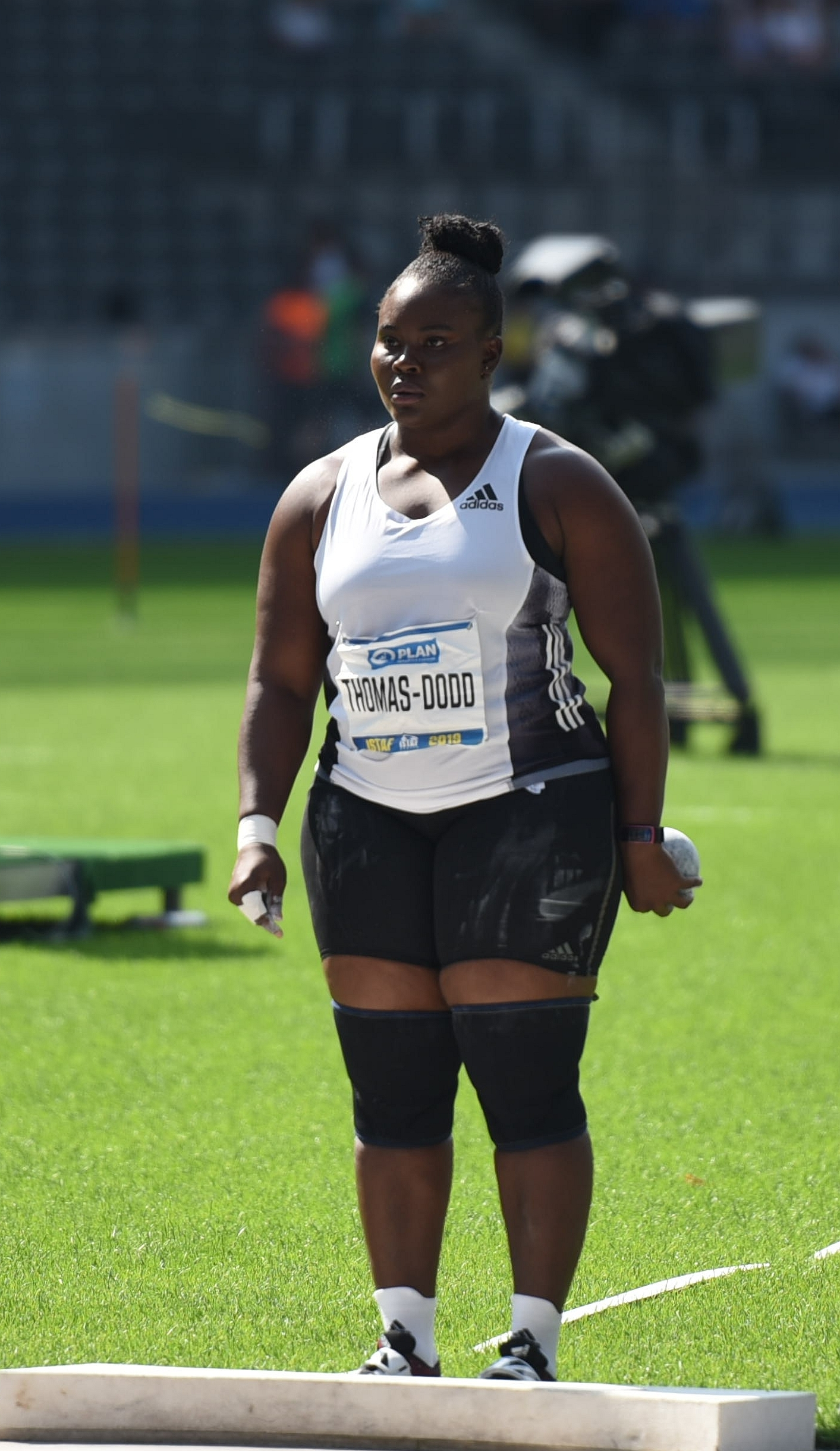
达尼埃尔·托马斯-多德, 2019

达尼埃尔·托马斯-多德（英語：Danniel Thomas-Dodd，1992年11月11日—），娘家姓托马斯（Thomas），是一名专长项目为铅球的牙买加田径运动员。她在2017年世界田径锦标赛上以第4名完赛，第二年她在世界室内田径锦标赛上赢得银牌。另外，她在2015年泛美运动会上以第五名完赛。